# 水谷颯真
水谷 颯真（みずたに そうま、1996年7月24日 - ）は、三重県桑名市出身のフットサル選手。Fリーグの名古屋オーシャンズ所属。フットサル日本代表。ポジションはアラ。

## 経歴
小学生の頃は桑名市内のサッカーチームでプレーする。小学6年生の時に名古屋オーシャンズU-12のセレクションに合格した。中学生の頃は地元の中学校サッカー部と名古屋オーシャンズU-15の両方に登録してプレーした。
2019年にトップチームに昇格した。2020年にフットサル日本代表に初招集された。

## 所属クラブ
- 2008-2009 名古屋オーシャンズU-12
- 2009-2012 名古屋オーシャンズU-15
- 2012-2014 名古屋オーシャンズU-18
- 2015-2017 名古屋オーシャンズサテライト
- 2018 Fリーグ選抜
- 2019- 名古屋オーシャンズ